# Sobral de São Miguel
Sobral de São Miguel es una freguesia portuguesa del concelho de Covilhã, en el distrito de Castelo Branco, con 22,37 km² de superficie y 418 habitantes (2011). Su densidad de población es de 18,7 hab/km².
Sobral de São Miguel se encuentra al sudoeste del concelho, a unos 30 km de su cabecera y a 7 km de la ribera derecha del río Zêzere, y cuenta con dos núcleos de población: Quinta do Pereiro y el que da nombre a la freguesia. Fue parte de la freguesia de Casegas hasta adquirir independencia administrativa en 1888, con el nombre de Sobral de Casegas, que fue cambiado por el actual en 1970.